# Рум'яна Джаджарова-Нейкова
Румяна Димитрова Джаджарова (болг. Румяна Димитрова Джаджарова), після одруження Нейкова (болг. Нейкова; нар. 6 квітня 1973, Софія) — найтитулованіша болгарська веслувальниця, чемпіонка і призерка Олімпійських ігор та чемпіонатів світу. Почесна громадянка Софії. 

## Спортивна кар'єра
Займатися веслуванням Румяна Джаджарова почала в столичному клубі «ЦСКА» (Софія). Спочатку брала участь у змаганнях у складі двійок або четвірок парних. 1990 року на молодіжному чемпіонаті світу зайняла друге місце в одиночках, а 1991 року на молодіжному чемпіонаті світу стала першою в одиночках. Того ж року на дорослому чемпіонаті світу стала восьмою в одиночках.
На Олімпійських іграх 1992 Румяна Джаджарова-Нейкова фінішувала дев'ятою в четвірках парних.
Після Олімпіади 1992 Нейкова зосередилась на виступах в одиночках. На Олімпійських іграх 1996 Нейкова фінішувала восьмою. 1997 і 1998 року на чемпіонаті світу зайняла четверте місце, а 1999 року стала бронзовою призеркою чемпіонату світу.
На Олімпійських іграх 2000 Румяна Нейкова фінішувала одночасно з білоруською спортсменкою Катериною Карстен, і лише після перегляду фотофінішу стала срібною призеркою, тоді як Карстен — чемпіонкою.
2002 року на чемпіонаті світу Нейкова стала чемпіонкою, встановивши новий світовий рекорд часу (не побитий на липень 2020 року і досі) 07:07.710 і випередивши Карстен, що зайняла друге місце, більше ніж на 3 секунди.
2003 року, вигравши фінал на чемпіонаті світу, Нейкова стала єдиною болгарською дворазовою чемпіонкою світу з веслування.
На Олімпійських іграх 2004 Румяна Нейкова задовольнилася бронзовою нагородою, поступившись німкені Катріні Рутчов і Катерині Карстен.
З 2005 року Нейкова знов почала виступати в змаганнях двійок парних. Її напарницею стала Мілена Маркова. На чемпіонаті світу 2005 Нейкова з Марковою стали другими.
2007 року Нейкова зайняла друге місце на чемпіонаті світу в одиночках і була першою на чемпіонаті Європи в одиночках.
На своїх п'ятих Олімпійських іграх 2008 Румяна Нейкова стала олімпійською чемпіонкою в змаганнях одиночок і останнім чемпіоном з Болгарії (станом на липень 2020 року).
На чемпіонаті світу 2009 Нейкова з Марковою фінішували третіми в змаганнях двійок, після чого Румяна завершила спортивну кар'єру.
2009 року Румяна Нейкова і її чоловік Свілен Нейков були нагороджені найвищою нагородою Республіки Болгарія орденом Стара Планина.

### Виступи на Олімпіадах
| Олімпіада      | Дисципліна     | Місце |
| -------------- | -------------- | ----- |
| Барселона 1992 | четвірка парна | 9     |
| Атланта 1996   | одиночка       | 8     |
| Сідней 2000    | одиночка       | 2     |
| Афіни 2004     | одиночка       | 3     |
| Пекін 2008     | одиночка       | 1     |

## Особисте життя
Одружена з відомим болгарським спортсменом і тренером з веслування Свіленом Нейковим. У подружжя два сина — Еміл (2001) і Маріо (2006). Еміл теж виступає на змаганнях з академічного веслування в одиночках: 2019 року був четвертим на молодіжному чемпіонаті Європи і п'ятим на молодіжному чемпіонаті світу.